# Pavana para una infanta difunta

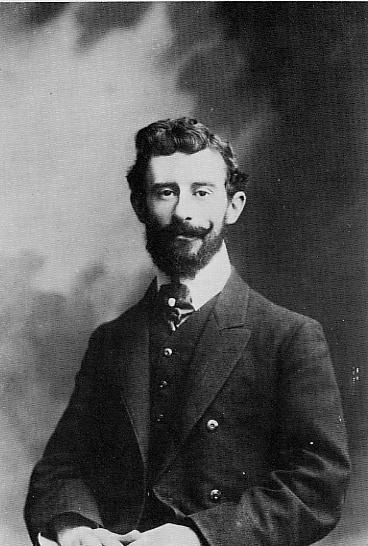
Ravel en 1906.

Pavana para una infanta difunta (francés: Pavane pour une infante défunte) es una pieza para piano solo, escrita por el compositor francés Maurice Ravel. Fue compuesta en 1899 cuando Ravel estudiaba composición en el Conservatorio de París con Gabriel Fauré. En 1910, Ravel también publicó una versión orquestal para dos flautas, oboe, dos clarinetes (en si bemol), dos fagotes, dos trompa, arpa y cuerdas. Una interpretación normal tiene una duración de seis o siete minutos.

## Historia
La obra evoca la digna elegancia de una recepción en la corte real de España, así como el grácil movimiento de una infanta en los pasos de una pavana, una danza lenta procesional que gozó de gran popularidad entre el siglo XVI y el siglo XVII.
La alusión a estas referencias antiguas no significa que Ravel quisiera homenajear a alguna princesa histórica en particular, sino más bien expresar un entusiasmo nostálgico por la moda y la sensibilidad española[cita requerida] que el autor compartía con muchos de sus contemporáneos (sobre todo Debussy, de Séverac o el propio Albéniz) y que manifestó en otras obras, tales como la Rapsodia española y el Bolero.
Ravel dedicó la Pavana a su patrona, la Princesa de Polignac, y probablemente interpretaría la obra en la casa de la princesa en varias ocasiones. El pianista español Ricardo Viñes ofreció el estreno público el 5 de abril de 1902. La Pavana fue calurosamente acogida por el público, pero recibió reseñas más críticas de los músicos seguidores de Ravel. Incluso, el mismo Ravel la consideró de una «forma harto pobre» e influida excesivamente por la música de Chabrier.
Ravel quería que su pieza se interpretara extremadamente lenta, mucho más lenta que interpretaciones modernos, según su biógrafo Benjamin Ivry. El crítico Émile Vuillermoz se quejó de que la versión de Ravel era «increíblemente lenta». Sin embargo, el compositor no estaba impresionado por las interpretaciones llevadas a cabo,.
Tras una interpretación de Charles Oulmont, Ravel mencionó al pianista que la pieza se llamaba «Pavana para una infanta difunta», y no «Pavana difunta para una infanta». Cuando el director y compositor Manoah Leide-Tedesco le preguntó a Ravel cómo se le ocurrió el título Pavane pour une infante défunte, Ravel sonrió ligeramente y le contestó: «No te sorprenda, el título no tiene nada que ver con la composición. Simplemente me gustó como sonaban las palabras y así las escribí en la partitura, c'est tout [Eso es todo]». Pero Ravel en otra ocasión dijo que la pieza representaba la imagen de una infanta bailando como en los cuadros de Diego Velázquez[cita requerida].
Cuando Ravel publicó su orquestación de la Pavana en 1910, asignó la melodía principal a la trompa y especificó un instrumento poco habitual: la partitura pide "2 Cors simples en sol" (dos trompas naturales en sol). La enseñanza de trompas sin válvulas había persistido por más tiempo en el Conservatorio de París que en otros centros europeos; fue en 1903 que la trompa de válvulas (la que se usa hoy en día) la reemplazó como la trompa de enseñanza principal. La partitura orquestal fue publicada en 1910. El estreno tuvo lugar el 27 de febrero de 1911 en Mánchester, Inglaterra, bajo la dirección de Henry Wood. El crítico Samuel Langford dijo tras oír el concierto que esta pieza era «la más bella» y añadió, «la pieza no representa en absoluto al compositor, cuyo medio habitual de expresión son sus elusivas armonías tejidas en rápidas figuras. La Pavana presenta armonías tradicionales, casi arcaicas, expresión renqueante y una melodía ligeramente remota y bella».
La primera grabación para gramófono fue realizada en 1921 en París. Una posterior, realizada en París en 1931, se cree a menudo que fue dirigida por el compositor, pero en realidad la batuta era de Pedro de Freitas-Branco, bajo la supervisión de Ravel, que estuvo presente en los ensayos y en la sesión de grabación.
Una grabación de la obra tocada por el mismo Ravel en 1922 se ha conservado en rollos de piano. Esta grabación está disponible en CD desde abril de 2004.[cita requerida]

## Adaptaciones
- En 1972, los guitarristas John Williams y Julian Bream grabaron la Pavana como un dúo para dos guitarras en el álbum Together.
- En 1973 el músico de jazz brasileño Eumir Deodato grabó la Pavana en su segundo álbum Deodato 2.
- En 1979 el artista de música electrónica Isao Tomita grabó una versión electrónica de la Pavana en su álbum Daphnis et Chloé.
- En 1982 el músico multinstrumentista argentino Pedro Aznar grabó una versión electroacústica de la Pavana en su álbum "Pedro Aznar".
- En 1997 la cantante de ópera británica Lesley Garrett grabó una versión especialmente arreglada para el álbum Tribute dedicada a Lady Di que había muerto en agosto de aquel año.
- En 2000, el artista de música electrónica William Orbit arregló la pieza para su álbum de arreglos electrónicos ambientales de obras "clásicas", Pieces in a Modern Style. Fue posteriormente lanzado en un sencillo, con otro arreglo.